# À bout de souffle
À bout de souffle is een Franse misdaadfilm uit 1960 onder regie van Jean-Luc Godard, naar een scenario van François Truffaut. Godard won hiervoor de Zilveren Beer op het Filmfestival van Berlijn 1960, de Prix Méliès en de Prix Jean Vigo. Hoofdrolspeelster Jean Seberg werd genomineerd voor een BAFTA Award. De film was een groot kassasucces in Frankrijk met meer dan 2,5 miljoen bezoekers.
Regisseur Jim McBride bracht in 1983 een Amerikaanse remake van À bout de souffle uit getiteld Breathless.

## Verhaal
De autodief Michel Poiccard (Jean-Paul Belmondo) doodt een politieagent en gaat schuilen in Parijs bij een jonge Amerikaanse, Patricia Franchini (Jean Seberg). Uiteindelijk geeft ze hem aan bij de politie en wordt hij neergeschoten.

## Productie
Het was de eerste langspeelfilm van Godard, een bekend filmcriticus. Het draaien van de film begon in augustus 1959. De filmproductie was een mediaevenement die dagelijks werd gevolgd door de pers. Godard schreef het scenario al gaandeweg en onthulde het te draaien scenario dag per dag. Godard werd geassisteerd door andere coryfeeën van de nouvelle vague, François Truffaut en Claude Chabrol, en kreeg raadgevingen van Jean-Pierre Melville. Die laatste speelde ook een bijrol.

## Betekenis
De film vormde de doorbraak van de nouvelle vague. In de film werden opzettelijk de gevestigde stijlvormen en morele normen genegeerd. De kern van de film was het antwoord van de autodief op de vraag: "In het leven moet men kiezen tussen de triestheid en het niets. Wat zou jij kiezen?"
Filmtechnisch gezien kenmerkt de film zich met een ruwe montage en geluid (onder meer jump cuts, zoals de scène in de auto) en een geïmproviseerde manier van filmen en acteren. De film en de acteur Jean-Paul Belmondo verwierven een cultstatus, zeker onder de Franse jonge generatie van de jaren zestig. Voor Jean Seberg vormde de film haar doorbraak na twee eerdere minder geslaagde acteerprestaties, volgens de filmcritici van haar tijd.

## Rolverdeling
| Acteur               | Personage                      |
| -------------------- | ------------------------------ |
| Jean-Paul Belmondo   | Michel Poiccard, Laszlo Kovacs |
| Jean Seberg          | Patricia Franchini             |
| Daniel Boulanger     | inspecteur Vital               |
| Henri-Jacques Huet   | Antonio Berutti                |
| Antoine Flachot      | Carl Zubert                    |
| Van Doude            | Amerikaans journalist          |
| Claude Mansard       | Claudius Mansard               |
| Liliane David        | Liliane                        |
| Jean-Pierre Melville | Parvulesco                     |
| Roger Hanin          | Carl Zombach                   |

## Technische fiche
- Productiemaatschappij: Imperia Films, SNC (Société Nouvelle de Cinématographie)
- Originele Distributie: SNC (Société Nouvelle de Cinématographie), Imperia Films
- Camera: Raoul Coutard
- Geluid: Jacques Maumont
- Montage: Cécile Decugis
- Script: Suzanne Faye
- Artistiek advies: Claude Chabrol
- Formaat: zwart/wit- Mono - 35mm
- Uitgiftedatum: 16 maart 1960

## Remake
Het verhaal werd in 1983 opnieuw verfilmd door Jim McBride als Breathless met Richard Gere en Valérie Kaprisky. Deze film verscheen in Frankrijk als A Bout de Souffle Made in USA.